# Viaje maravilloso del señor Nic-Nac
Viaje maravilloso del señor Nic-Nac al planeta Marte, en el que se refieren las prodigiosas aventuras de este señor y se dan a conocer las instituciones, costumbres y preocupaciones de un mundo desconocido es una novela argentina de "fantasía espiritista" (según el mismo autor) escrita por Eduardo Ladislao Holmberg y publicada en doce entregas semanales entre noviembre de 1875 y febrero de 1876, luego publicada en forma de libro en marzo de 1876.

## Argumento
El libro comienza narrando el escándalo producido en Buenos Aires por las afirmaciones del señor Nic-Nac de haber realizado un viaje a Marte. Mientras la gente discute la veracidad del relato, los periódicos cuentan la reclusión del personaje en el Hospicio de San Buenaventura y anuncian la próxima publicación del libro que contendrá la historia narrada por Nic-Nac.
El señor Nic-Nac comienza entonces hablando de las preocupaciones metafísicas que lo angustiaban, y el deseo de emprender un viaje espiritual. Consulta entonces a un espiritista llamado Seele (alma en alemán), con el que descubre el método de separar el alma del cuerpo terrenal, que consiste en privarse totalmente de alimento casi hasta la muerte. Luego de ocho días sin comer ni beber nada, la familia de Nic-Nac se encuentra desconsolada mientras un médico intenta darle atenciones y su alma se separa de su cuerpo, elevándose al espacio. Desde allí observa cómo el Doctor (llamado así durante el resto del relato) sucumbe también por el espanto y su alma se eleva con la suya.
Nic-Nac viaja a través de un torbellino de espíritus junto con Seele hasta el planeta Marte, donde se encuentra con el espíritu del Doctor. En este punto el libro describe la geografía ficticia de Marte, paralela a la de la Tierra. Nic-Nac se dirige junto con Seele hasta un monte nevado al que llaman Nevado de Famatina, donde Seele revela ser el genio de la montaña, perteneciente a Marte. En el interior de la montaña, Nic-Nac y el Doctor son consagrados como habitantes de Marte para luego descender y conocer una flora y fauna similares a las de la Tierra. Son guiados por un espíritu de Marte con la forma de un gato negro hasta la ciudad de Theosophopolis ("Ciudad de Dios y de los sabios"), dividida en Theopolis y Sophopolis. Los habitantes de Marte (llamados "marcialitas") tienen su propia aura luminosa y no necesitan luz artificial. Mientras los theopolitas son taciturnos y pesados, los sophopolitas son resplandecientes y están llenos de vida. Nic-Nac y el Doctor siguen a una procesión mientras el último se encuentra hipnotizado por un punto luminoso en el cielo.
La procesión lleva a un anciano a punto de morir hasta un templo, donde los protagonistas observan detalles acerca de la religión cristiana de Marte y cómo el cuerpo del anciano comienza a girar y se evapora al morir. Al salir del templo los dos observan a un marcialita haciendo cálculos sin sentido. Allí se les refiere la historia de cómo los theopolitas llegaron a Sophopolis, y luego raptaron a las mujeres de la ciudad, las cuales nunca volvieron a aparecer. El marcialita referido como "el loco marcial" calcula desde entonces la forma de vengarse de los theopolitas.
Nic-Nac y el Doctor son hospedados en la casa de un sophopolita, y el Doctor resulta fascinado por la belleza de una de sus hijas, al igual que con el punto resplandeciente en el cielo. En la reunión con la mujer, el punto luminoso desciende como un espíritu y cuando está a punto de fusionarse con el alma de ambos, reaparece Seele, quien se lo lleva. Mientras el Doctor se queda en la casa, Nic-Nac y el sophopolita van a visitar la Academia, donde se dan discusiones de diversa índole y se descubre a un theopolita infiltrado, el cual es atrapado en un matraz por el loco aparecido anteriormente, y se debate su destino. Luego de salir de la Academia, Nic-Nac es ayudado por el espíritu con forma de gato negro a adivinar el nombre del país, el cual es Aureliana (paralelo al nombre Argentina).
Al volver a la casa, el Doctor propone matrimonio a la joven sophopolita, y en los preparativos de la boda reciben una caja con un "rayo de sol condensado" atrapado por un astrónomo. Este resulta ser el espíritu que había fascinado al Doctor y con cuya unión iba a lograr la complementariedad con la joven sophopolita. Sin embargo, reciben una carta que les solicita que este espíritu sea fusionado con el del theopolita atrapado, para sacarlo de su miseria espiritual. La carta resulta ser una artimaña descubierta por Seele, y la boda se realiza con la unión espiritual entre el Doctor y la joven.
Posteriormente Seele y Nic-Nac viajan volando hasta la Capital del país, la cual es una sátira de Buenos Aires. Allí producen revuelos con sus resplandores flotantes en el aire y causan grandes enfrentamientos entre los habitantes. Nic-Nac recibe una carta del Doctor, que le cuenta que está siendo acosado por los theopolitas. Luego, Nic-Nac y Seele emprenden un viaje por todo el planeta Marte, el cual es omitido de forma casi humorística por el narrador. Al volver a Theosophopolis, encuentran la ciudad en llamas y descubren que habiendo sido secuestrada la joven por los theopolitas, ocurrió una guerra entre ambas poblaciones. En medio del incendio, Nic-Nac busca a sus amigos. El loco del matraz se inmola para usar su cuerpo evaporado para hacer entrar en combustión a Theopolis y consumar su venganza. El Gran Sacerdote de Theopolis, creyéndose amenazado, usa su habilidad sobrenatural para evaporar los cuerpos del Doctor, la joven, Nic-Nac y su anfitrión sophopolita. El espíritu de Nic-Nac entonces regresa a la Tierra. El relato termina con la palabra de un editor ficticio, quien si bien no puede reconocer la autenticidad de la historia, tampoco cree que sea justo que el señor Nic-Nac quede recluido en un hospicio por la misma.

## Recepción
La crítica del momento apreció la inventiva, el carácter ameno y el rigor científico de la obra, elogiando a Holmberg como joven promesa de las letras nacionales. Por otra parte, algunos criticaron la dispersión del estilo, la superficialidad de los personajes y la debilidad del final. Aprovechándose del clima polémico generado por la obra Dos partidos en lucha, publicada poco antes, la novela tuvo una rápida repercusión en la prensa y el público, haciendo que se decidiera publicarla en forma de libro antes de terminadas las entregas en folletines.

## Análisis
Se puede encontrar en esta obra una hibridación de discursos típicos de la época, como el periodismo, la oratoria política, el registro poético clásico, el discurso científico, etcétera. Pablo Crash Solomonoff, en el estudio preliminar de la obra, afirma que el libro debe muchas de las complicaciones de la trama a la escritura folletinesca, y reconoce una de las características más usuales del relato fantástico, que es la presencia de un narrador externo a los hechos y generalmente incrédulo en una situación que sirve de marco al relato fantástico en primera persona en sí mismo.
Se pueden encontrar en esta novela algunos elementos típicos de la ciencia ficción de la época, como el viaje fantástico, la utopía satírica y las ciencias poco ortodoxas. La sátira social puede ser encontrada en los paralelismos entre los habitantes de Marte y los ciudadanos argentinos del siglo XIX. Holmberg comentó a través de esta obra asuntos locales e internacionales y exageró y extrapoló aspectos de la sociedad argentina en los "marcialitas". La obra toca temas como la situación política nacional, los debates sobre religión, la hipocresía religiosa, y cuestiones académicas. Se puede encontrar en Theosophopolis un paralelo de la ciudad de Córdoba, sede de la orden Jesuita en la Argentina y de la Academia Nacional de Ciencias. A través del paralelismo entre la Capital Aureliana y Buenos Aires, Holmberg parece dar un mensaje acerca de la importancia de la unidad nacional en la situación política inestable del momento. El tema de debate internacional tocado en la obra es la posibilidad de vida en otros planetas, discusión que llegó a su clímax con la observación de Schiaparelli de supuestos canales en Marte en 1877.